# Impianti di energia solare termodinamica
Questa lista è suscettibile di variazioni e potrebbe essere incompleta o non aggiornata.

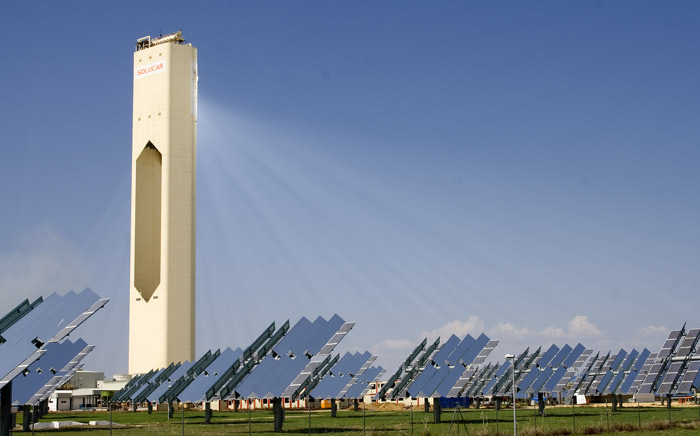
Il PS10 centrale termosolare costruita a Sanlúcar la Mayor, vicino a Siviglia, in Spagna

Questa è una lista dei più grandi impianti di generazione di energia elettrica attraverso l'uso di energia solare termodinamica, sistemi a concentrazione solare, che vanno da 392 MW a 0,25 MW.

## Operativi
| Potenza elettrica MW | Nome centrale                                                      | Nazione                        | Località                          | Coordinate                     | Tipo di tecnologia                  | Note |
| -------------------- | ------------------------------------------------------------------ | ------------------------------ | --------------------------------- | ------------------------------ | ----------------------------------- | --- |
| 392                  | Ivanpah Solar Power Facility                                       | Stati Uniti (bandiera)         | San Bernardino County, California | 35°34′N 115°28′W               | solar power tower                   | Completed in February 13, 2014                                                                                         |
| 359                  | Solar Energy Generating Systems (SEGS)                             | Stati Uniti (bandiera)         | Mojave Desert, California         | 35°01′54″N 117°20′53″W         | Cilindro parabolico                 | Collection of 9 units                                                                                                  |
| 280                  | Mojave Solar Project                                               | Stati Uniti (bandiera)         | Barstow, California               | 35°00′40″N 117°19′30″W         | Cilindro parabolico                 | Completed December 2014. Gross capacity of 280 MW corresponds to net capacity of 250 MW                                |
| 280                  | Solana Generating Station                                          | Stati Uniti (bandiera)         | Gila Bend, Arizona                | 32°55′N 112°58′W               | Cilindro parabolico                 | Completed in October 2013, with 6h thermal energy storage                                                              |
| 250                  | Genesis Solar Energy Project                                       | Stati Uniti (bandiera)         | Blythe, California                | 33°38′37.68″N 114°59′16.8″W    | Cilindro parabolico                 | Online April 24, 2014                                                                                                  |
| 200                  | Solaben Solar Power Station                                        | Spagna (bandiera)              | Logrosán                          | 39°13′29″N 5°23′26″W           | Cilindro parabolico                 | Solaben 3 completed June 2012 Solaben 2 completed October 2012 Solaben 1 and 6 completed September 2013                |
| 160                  | Noor I                                                             | Marocco (bandiera)             | Ghassate, Ouarzazate Province     | 30°59′40″N 6°51′48″W           | Cilindro parabolico                 | with 3h heat storage                                                                                                   |
| 150                  | Solnova Solar Power Station                                        | Spagna (bandiera)              | Sanlúcar la Mayor                 | 37°25′00″N 6°17′20″W           | Cilindro parabolico                 | Solnova 1 completed May 2010 Solnova 3 completed May 2010 Solnova 4 completed August 2010                              |
| 150                  | Andasol solar power station                                        | Spagna (bandiera)              | Guadix                            | 37°13′42.7″N 3°04′06.73″W      | Cilindro parabolico                 | Completed: Andasol 1 (2008), Andasol 2 (2009), Andasol 3 (2011). Each equipped with a 7.5-hour thermal energy storage. |
| 150                  | Extresol Solar Power Station                                       | Spagna (bandiera)              | Torre de Miguel Sesmero           | 38°39′N 6°44′W                 | Cilindro parabolico                 | Completed: Extresol 1 and 2 (2010), Extresol 3 (2012). Each equipped with a 7.5-hour thermal energy storage.           |
| 110                  | Crescent Dunes Solar Energy Project                                | Stati Uniti (bandiera)         | Nye County, Nevada                | 38°14′N 117°22′W               | solar power tower                   | with 10h heat storage; commercial operation began September 2015                                                       |
| 100                  | KaXu Solar One                                                     | Sudafrica (bandiera)           | Pofadder, Northern Cape           | 28°53′40.56″S 19°35′53.52″E    | Cilindro parabolico                 | with 2.5h heat storage                                                                                                 |
| 100                  | GUZMAN                                                             | Spagna (bandiera)              | Palma del Río                     | 37°38′N 5°15′W                 | Cilindro parabolico                 | Palma del Rio 2 completed December 2010 Palma del Rio 1 completed July 2011                                            |
| 100                  | Manchasol Power Station                                            | Spagna (bandiera)              | Alcázar de San Juan               | 39°11′N 3°18′W                 | Cilindro parabolico                 | Manchasol 1 and 2 completed in 2011, each with 7.5h heat storage                                                       |
| 100                  | Valle Solar Power Station                                          | Spagna (bandiera)              | San José del Valle                | 36°39′N 5°50′W                 | Cilindro parabolico                 | Completed December 2011, with 7.5h heat storage                                                                        |
| 100                  | Helioenergy Solar Power Station                                    | Spagna (bandiera)              | Écija                             | 37°34′43″N 5°09′24″W           | Cilindro parabolico                 | Helioenergy 1 completed September 2011 Helioenergy 2 completed January 2012                                            |
| 100                  | Aste Solar Power Station                                           | Spagna (bandiera)              | Alcázar de San Juan               | 39°10′22″N 3°15′58″W           | Cilindro parabolico                 | Aste 1A Completed January 2012, with 8h heat storage Aste 1B Completed January 2012, with 8h heat storage              |
| 100                  | Solacor Solar Power Station                                        | Spagna (bandiera)              | El Carpio                         | 37°54′54″N 4°30′09″W           | Cilindro parabolico                 | Solacor 1 completed February 2012 Solacor 2 completed March 2012                                                       |
| 100                  | Helios Solar Power Station                                         | Spagna (bandiera)              | Puerto Lápice                     | 39°14′24″N 3°28′12″W           | Cilindro parabolico                 | Helios 1 completed May 2012 Helios 2 completed August 2012                                                             |
| 100                  | Shams solar power station                                          | Emirati Arabi Uniti (bandiera) | Abu Dhabi Madinat Zayed           | 23°34′N 53°42′E                | Cilindro parabolico                 | Shams 1 completed March 2013                                                                                           |
| 100                  | Termosol Solar Power Station                                       | Spagna (bandiera)              | Navalvillar de Pela               |                                | Cilindro parabolico                 | Both Termosol 1 and 2 completed in 2013                                                                                |
| 100                  | Palma del Río I & II                                               | Spagna (bandiera)              | Palma del Río                     | 37°38′42.56″N 5°15′29.32″W     | Cilindro parabolico                 | Completed July 2012 |
| 75                   | Martin Next Generation Solar Energy Center                         | Stati Uniti (bandiera)         | Indiantown, Florida               | 27°03′11″N 80°33′00″W          | ISCC con Cilindro parabolico        | Completed December 2010                                                                                                |
| 64                   | Nevada Solar One                                                   | Stati Uniti (bandiera)         | Boulder City, Nevada              | 35°48′N 114°58.6′W             | Cilindro parabolico                 | Operational since 2007                                                                                                 |
| 50                   | Khi Solar One                                                      | Sudafrica (bandiera)           | Upington                          | 28°33′00.36″S 21°05′05.28″E    | solar power tower                   | Completed Feb 2016 With 2h heat storage                                                                                |
| 50                   | Bokpoort                                                           | Sudafrica (bandiera)           | Groblershoop                      | 28°43′26.96″S 21°59′34.88″E    | Cilindro parabolico                 | with 9h heat storage                                                                                                   |
| 50                   | Puertollano Solar Thermal Power Plant                              | Spagna (bandiera)              | Puertollano, Ciudad Real          | 38°39′N 3°58′W                 | Cilindro parabolico                 | Completed May 2009 |
| 50                   | Alvarado I                                                         | Spagna (bandiera)              | Badajoz                           | 38°49′37″N 6°49′34″W           | Cilindro parabolico                 | Completed July 2009 |
| 50                   | La Florida                                                         | Spagna (bandiera)              | Alvarado (Badajoz)                |                                | Cilindro parabolico                 | Completed July 2010 |
| 50                   | Arenales PS                                                        | Spagna (bandiera)              | Morón de la Frontera (Siviglia)   |                                | 2013                                | parabolic trough |
| 50                   | Casablanca                                                         | Spagna (bandiera)              | Talarrubias                       |                                | 2013                                | parabolic trough |
| 50                   | Majadas de Tiétar                                                  | Spagna (bandiera)              | Caceres                           | 39°58′10″N 5°44′32″W           | Cilindro parabolico                 | Completed August 2010                                                                                                  |
| 50                   | La Dehesa                                                          | Spagna (bandiera)              | La Garrovilla (Badajoz)           | 38°57′35″N 6°27′50″W           | Cilindro parabolico                 | Completed November 2010                                                                                                |
| 50                   | Lebrija-1                                                          | Spagna (bandiera)              | Lebrija                           |                                | Cilindro parabolico                 | Completed July 2011 |
| 50                   | Astexol 2                                                          | Spagna (bandiera)              | Badajoz                           | 38°48′42″N 7°03′36″W           | Cilindro parabolico                 | Completed November 2011, with 7.5h thermal energy storage                                                              |
| 50                   | Morón                                                              | Spagna (bandiera)              | Morón de la Frontera              | 37°07′11.24″N 5°33′50.45″W     | Cilindro parabolico                 | Completed May 2012 |
| 50                   | La Africana                                                        | Spagna (bandiera)              | Posada                            |                                | Cilindro parabolico                 | Completed July 2012, with 7.5h thermal energy storag                                                                   |
| 50                   | Olivenza 1                                                         | Spagna (bandiera)              | Olivenza                          | 38°45′18.73″N 7°08′40.42″W     | Cilindro parabolico                 | Completed July 2012 |
| 50                   | Orellana                                                           | Spagna (bandiera)              | Orellana la Vieja                 | 39°01′17.6″N 5°31′57.4″W       | Cilindro parabolico                 | Completed August 2012                                                                                                  |
| 50                   | Godawari Green Energy Limited                                      | India (bandiera)               | Naukh                             | 27°36′01″N 72°13′25″E          | Cilindro parabolico                 | 2013 |
| 50                   | Enerstar Villena Power Plant                                       | Spagna (bandiera)              | Villena                           | 38°43′41.51″N 0°55′18.23″W     | Cilindro parabolico                 | Completed 2013 |
| 31,4                 | Puerto Errado                                                      | Spagna (bandiera)              | Murcia                            | 38°16′42″N 1°36′01″W           | fresnel reflector                   | Puerto Errado 1 completed April 2009 Puerto Errado 2 completed February 2012                                           |
| 25                   | Hassi R'Mel integrated solar combined cycle power station          | Algeria (bandiera)             | Hassi R'Mel                       | 33°07′29″N 3°21′07″E           | ISCC con Cilindro parabolico        | Completed June 2011 |
| 22,5                 | Termosolar Borges                                                  | Spagna (bandiera)              | Borges Blanques                   | 41°31′49″N 0°48′10″E           | Cilindro parabolico biomassa ibrido | Completed December 2012                                                                                                |
| 20                   | PS20                                                               | Spagna (bandiera)              | Seville                           | 37°26′38″N 6°15′34″W           | solar power tower                   | Completed April 2009                                                                                                   |
| 20                   | Kuraymat Plant                                                     | Egitto (bandiera)              | Kuraymat                          | 29°16′43″N 31°14′56″E          | ISCC con Cilindro parabolico        | Completed December 2010                                                                                                |
| 20                   | Ain Beni Mathar Integrated Thermo Solar Combined Cycle Power Plant | Marocco (bandiera)             | Ain Bni Mathar                    | 34°04′11″N 2°06′18″W           | ISCC con Cilindro parabolico        | Completed 2011 |
| 19,9                 | Gemasolar                                                          | Spagna (bandiera)              | Fuentes de Andalucía (Seville)    | 37°33′38.17″N 5°19′53.61″W     | solar power tower                   | Completed May 2011 With 15h heat storage                                                                               |
| 17                   | Yazd integrated solar combined cycle power station                 | Iran (bandiera)                | Yazd                              | 31°57′05″N 54°05′30″E          | ISCC con Cilindro parabolico        | Dedicated May 2011 |
| 11                   | PS10                                                               | Spagna (bandiera)              | Seville                           | 37°26′36.42″N 6°15′14.28″W     | solar power tower                   | World's first commercial solar tower in 2007                                                                           |
| 10                   | Delingha Solar Power Plant (Supcon)                                | Cina (bandiera)                | Delingha                          | 37°21′59.42″N 97°17′33.28″E    | solar power tower                   | Phase 1 of project completed in July 2013, total 50 MW planned NREL                                                    |
| 5                    | Greenway CSP Mersin Solar Tower Plant                              | Turchia (bandiera)             | Mersin                            | 36°51′57″N 34°36′35″E          | solar power tower                   | Turkey's first CSP solar tower plant                                                                                   |
| 5                    | Kimberlina Solar Thermal Energy Plant                              | Stati Uniti (bandiera)         | Bakersfield, California           | 35°34′06″N 119°12′06″W         | fresnel reflector                   | AREVA Solar, formerly Ausra demonstration plant                                                                        |
| 5                    | Sierra SunTower                                                    | Stati Uniti (bandiera)         | Lancaster, California             | 34°46′00″N 118°08′00″W         | solar power tower                   | Completed August 2009                                                                                                  |
| 5                    | Centrale solare termodinamica Archimede                            | Italia (bandiera)              | Syracuse, Sicily                  | 37°08′00″N 15°12′58″E          | ISCC con Cilindro parabolico        | Completed July 2010. Equipped with heat storage.                                                                       |
| 5                    | Thai Solar Energy (TSE) 1                                          | Thailandia (bandiera)          | Huai Krachao                      |                                | Cilindro parabolico                 | Completed November 2011                                                                                                |
| 9                    | Liddell Power Station Solar Steam Generator                        | Australia (bandiera)           | New South Wales                   | 32°22′26″S 150°58′40″E         | ISCC con Cilindro parabolico        | Electrical equivalent steam boost for coal station. Not yet fully operational.                                         |
| 2,5                  | Acme Solar Thermal Tower                                           | India (bandiera)               | Bikaner, Rajasthan                | 28°11′02″N 73°14′26.4″E        | solar power tower                   | Completed 2012 |
| 2                    | Keahole Solar Power                                                | Stati Uniti (bandiera)         | Hawaii                            | 19°42′54″N 156°02′07″W         | Cilindro parabolico                 | [ 85 ] [ 86 ] |
| 1,5                  | Jülich Solar Tower                                                 | Germania (bandiera)            | Jülich                            | 50°54′54″N 6°23′16″E           | solar power tower                   | Completed December 2008                                                                                                |
| 1                    | Feranova CSP Plant                                                 | Turchia (bandiera)             | Aydın                             |                                | fresnel reflector                   | Completed December 2012                                                                                                |
| 1                    | Saguaro Solar Power Station                                        | Stati Uniti (bandiera)         | Red Rock, Arizona                 |                                | Cilindro parabolico                 | [ 88 ] |
| 1                    | Yanqing (DAHAN) Solar Power Station                                | Cina (bandiera)                | Yanqing County                    | 40°22′59″N 115°56′14″E         | solar power tower                   | Completed 2012 |
| 0,5                  | Shiraz solar power plant                                           | Iran (bandiera)                | Shiraz                            | 31°56′N 54°02′E                | Cilindro parabolico                 | Iran's first solar power plant                                                                                         |
| 0,25                 | Augustin Fresnel Solar Power Station                               | Francia (bandiera)             | Targassonne                       |                                | fresnel reflector                   | Prototype, Completed 2012, 0,25 MWh Thermal Energy Storage                                                             |
| 4 810,55             | Capacità operativa complessiva                                     | Capacità operativa complessiva | Capacità operativa complessiva    | Capacità operativa complessiva | Capacità operativa complessiva      | Capacità operativa complessiva                                                                                         |

## In costruzione
| Potenza elettrica MW | ! Nome centrale                                 | Nazione                | Località                       | Coordinate                  | Conclusione dei lavori | Tipo di tecnologia        | Note                                                     |
| -------------------- | ----------------------------------------------- | ---------------------- | ------------------------------ | --------------------------- | ---------------------- | ------------------------- | -------------------------------------------------------- |
| 200                  | Noor II                                         | Marocco (bandiera)     | Ghassate (Ouarzazate province) |                             | 2017/2018              | parabolic trough          | [ 91 ]                                                   |
| 121                  | Ashalim power station 1                         | Israele (bandiera)     | Negev desert                   | 30°58′N 34°42′E             | 2017                   | solar power tower         | [ 92 ] [ 93 ] [ 94 ]                                     |
| 110                  | Cerro Dominador Solar Thermal Plant (Atacama 1) | Cile (bandiera)        | María Elena, Antofagasta       |                             | 2018                   | solar power tower         | [ 95 ]                                                   |
| 100                  | Redstone Solar Thermal Power                    | Sudafrica (bandiera)   | Northern Cape                  | 28°17′53″S 23°21′56″E       | 2018                   | solar power tower         | with 12h heat storage                                    |
| 100                  | Xina Solar One                                  | Sudafrica (bandiera)   | Northern Cape                  | 28°53′40.56″S 19°35′53.52″E | 2016                   | parabolic trough          | with 5h heat storage                                     |
| 100                  | Kathu Solar Park                                | Sudafrica (bandiera)   | Northern Cape                  | 27°31′59.67″S 23°08′10.56″E | 2016                   | parabolic trough          | with 4.5h heat storage                                   |
| 100                  | Ilanga 1                                        | Sudafrica (bandiera)   | Northern Cape (Upington)       | 28°29′25.79″S 21°32′27.13″E | 2017                   | linear Fresnel technology | with 4.5h heat storage                                   |
| 100                  | El Reboso 2+3                                   | Spagna (bandiera)      | El Puebla del Rio (Seville)    |                             | 2015                   | parabolic trough          | [ 106 ] [ 107 ]                                          |
| 100                  | Dhursar                                         | India (bandiera)       |                                |                             | 2014                   | fresnel reflector         | [ 108 ] [ 109 ]                                          |
| 100                  | Diwakar                                         | India (bandiera)       | Askandra                       |                             | 2014                   | parabolic trough          | with 3h heat storage                                     |
| 100                  | KVK Energy Solar Project                        | India (bandiera)       | Askandra                       |                             | 2014                   | parabolic trough          | with 4h heat storage                                     |
| 100                  | Noor III                                        | Marocco (bandiera)     | Ghassate, Ouarzazate Province  |                             | 2017/2018              | solar power tower         | [ 91 ]                                                   |
| 50                   | Erdos Solar Power Plant                         | Cina (bandiera)        | Hanggin Banner                 |                             | 2013                   | parabolic trough          | [ 112 ]                                                  |
| 50                   | Megha Solar Plant                               | India (bandiera)       | Anantapur, Andhra Pradesh      |                             | 2013                   | parabolic trough          | [ 113 ]                                                  |
| 50                   | CGNSED power plant                              | Cina (bandiera)        | Delingha                       | 37°21′26″N 97°16′18″E       | sep 2016               | parabolic trough          | [ 114 ]                                                  |
| 27,5                 | Jinshawan                                       | Cina (bandiera)        | Cina                           |                             |                        | solar updraft tower       | Operations underway at 200 kW.                           |
| 25                   | Gujarat Solar One                               | India (bandiera)       | Kutch                          | 23°22.233′N 70°41.988′E     | 2013                   | parabolic trough          | with 9h heat storage                                     |
| 17                   | Stillwater                                      | Stati Uniti (bandiera) | Nevada                         |                             | 2014                   | parabolic trough          | [ 117 ]                                                  |
| 12                   | Alba Nova 1                                     | Francia (bandiera)     | Corsica                        |                             | July, 2015             | fresnel reflector         | First utility-scale solar thermal plant in France        |
| 5                    | Sundt Power Plant                               | Stati Uniti (bandiera) | Arizona                        |                             | 2014                   | fresnel reflector         | [ 120 ]                                                  |
| 3                    | Airlight Energy Ait Baha Plant                  | Marocco (bandiera)     | Ait Baha                       |                             | 2013                   | parabolic trough          | with 12h heat storage                                    |
| 1,5                  | Sundrop                                         | Australia (bandiera)   | Port Augusta                   |                             | 2016                   | solar power tower         | [ 122 ]                                                  |
| 1,5                  | Tooele Army Depot                               | Stati Uniti (bandiera) | Tooele                         |                             | 2013                   | dish                      | [ 123 ]                                                  |
| 1,4                  | THEMIS Solar Power Tower                        | Francia (bandiera)     | Pyrénées-Orientales            | 42°30′05″N 1°58′27″E        |                        | solar power tower         | Hybrid solar/gas power plant                             |
| 1                    | e-Cube 1                                        | Cina (bandiera)        | Hainan                         |                             | 2013                   | Modular Heliostat         | First Modular Heliostat solar thermal plant in the world |
| 1                    | Renovalia                                       | Spagna (bandiera)      | Albacete                       |                             |                        | dish                      | [ 21 ]                                                   |

## Annunciati
| Potenza elettrica MW | !Nome centrale                                               | Nazione                    | Località                                                      | Coordinate                 | Tipo di tecnologia                                                                    | Note                       |
| -------------------- | ------------------------------------------------------------ | -------------------------- | ------------------------------------------------------------- | -------------------------- | ------------------------------------------------------------------------------------- | -------------------------- |
| 2 000                | Ordos                                                        | Cina (bandiera)            | Mongolian desert, China                                       |                            | solar power tower                                                                     | [ 126 ]                    |
| 1 540                | Solar Energy Project                                         | Marocco (bandiera)         | Ain Bni Mathar, Foum Al Quad, Boujdour, Sebkhat Tah - Morocco |                            | unknown                                                                               | [ 127 ]                    |
| 260                  | Copiapó Solar Project                                        | Cile (bandiera)            | Atacama Desert, Chile                                         |                            | solar power tower PV integrated. With 14h heat storage                                | [ 128 ]                    |
| 280                  | Al-Abdaliya                                                  | Kuwait (bandiera)          | Kuwait                                                        |                            | parabolic trough                                                                      | [ 129 ]                    |
| 120                  | Shneur Solar Power Station                                   | Israele (bandiera)         | Tze'elim, Mehoz HaDarom, Israel                               |                            | parabolic trough                                                                      | [ 130 ]                    |
| 100                  | Solnova 2, 4–5                                               | Spagna (bandiera)          | Sevilla                                                       | 37°25′00″N 6°17′20″W       | parabolic trough with heat storage                                                    | [ 131 ]                    |
| 100                  | CAP SunEdison                                                | Cile (bandiera)            | Atacama Desert, Chile                                         |                            |                                                                                       | [ 132 ]                    |
| 72                   | Mashhad solar-thermal power station                          | Iran (bandiera)            | Mashhad, Iran                                                 |                            | Parabolic dish with tracer system                                                     | [ 133 ]                    |
| 60                   | Mashavei Sadde solar-thermal power station                   | Israele (bandiera)         | Mashavei Sadde (Negev), Israel                                |                            | CSP                                                                                   | [ 134 ]                    |
| 50                   | AZ 20                                                        | Spagna (bandiera)          | Sevilla                                                       |                            | solar power tower                                                                     | [ 131 ]                    |
| 30                   | Archetype SW 550 solar power plant                           | Italia (bandiera)          | Passo Martino (CT), Sicily                                    |                            | Parabolic trough with heat storage, biomass integration and cogenerating desalination | [ 135 ] [ 136 ]            |
| 20                   | Almaden Plant                                                | Spagna (bandiera)          | Albacete                                                      |                            | solar power tower                                                                     | [ 137 ]                    |
| 14                   | Agua Prieta II integrated solar combined cycle power station | Messico (bandiera)         | Agua Prieta (Sonora), Mexico                                  |                            | ISCC                                                                                  | [ 138 ] [ 139 ]            |
| 10                   | Gotasol                                                      | Spagna (bandiera)          | Gotarrendura                                                  |                            | linear fresnel                                                                        | [ 140 ]                    |
| 0,08                 | Aznalcollar TH                                               | Spagna (bandiera)          | Sevilla                                                       |                            | dish sterling                                                                         | [ 131 ]                    |
| 5 706,08             | Overall capacity announced                                   | Overall capacity announced | Overall capacity announced                                    | Overall capacity announced | Overall capacity announced                                                            | Overall capacity announced |

## Chiusi
- Solar One impianto pilota, operativo 1982-1986; convertito in Solar Two, operativo 1995-1999; sito demolito 2009 - USA California, 10 MW, power tower design
- SES-5 — USSR, 5 MW, power tower design, acqua / vapore, periodo di servizio 1985-1989
- Maricopa Solar — USA Peoria, Arizona, 1,5 MW dish stirling SES / Tessera Solar's first commercial-scale Dish Stirling power plant. Completato gennaio 2010,[141] dismesso settembre 2011 e venduto a CondiSys Solar Technology of China aprile 2012.[142][143]